# Santo Tirso (freguesia)
Santo Tirso is een plaats (freguesia) in de Portugese gemeente Santo Tirso en telt 13.961 inwoners (2001).